# Xerinola

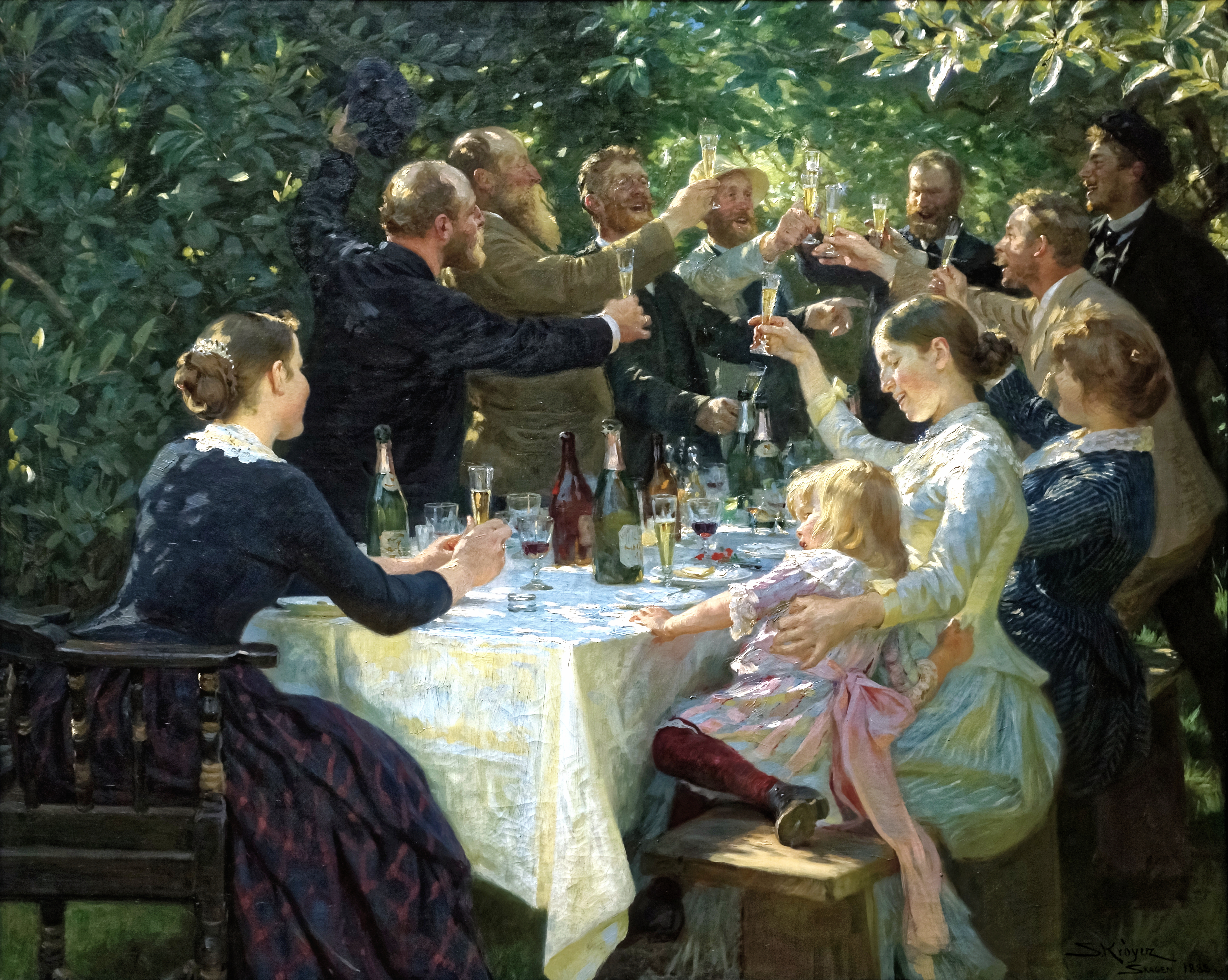
Fent xerinola, P. S. Krøyer, 1888.

Fer xerinola vol dir en la seva accepció col·loquial, fer festa i divertir-se fent tabola o divertir-se sorollosament.
Aquesta locució prové del triomf en les batalles de Cerignola (1503) i Garellano guanyades pels terços de Gonzalo Fernández de Córdoba, anomenat el Gran Capità, en la segona guerra de Nàpols, on segons diversos autors hi havia molts catalans. Un d'ells és Cristòfor Despuig, que després de la batalla posà en boca del Gran Capità defensant uns catalans menypreats pel seu interlocutor: «…essos dos caballeros… si no fuese por ellos no tuviéramos hoy…que comer». Durant la batalla de Cerignola van esclatar en ple dia dos carros amb bótes de pólvora, i això va espantar els soldats dels terços. El Gran Capità els va animar dient: «Bon anunci amics, que aquestes són les lluminàries de la victòria». Un cop guanyada la batalla es va fer una gran celebració; d'aquí ha passat al costumari popular com fer xerinola.
Cervantes, a la seva obra Coloquio de los perros, empra la paraula castellana chirinola en el sentit d'embús, tràfec de persones no gaire respectables: «…saqué de la plaza a toda la cherinola desta historia…»

## Xerinola i Nadal
La xerinola s'associa també amb les festes de Nadal. Heus aquí la lletra d'una cançó d'un famós espot de propaganda del temps de la ràdio: que explica la celebració de Nadal:
| « | Ara ve Nadal matarem el gall farem xerinola i beurem xampany. | » |